# Васильки (Николаевская область)
Васильки (укр. Васильки) — посёлок в Снигирёвском районе Николаевской области Украины.
Население по переписи 2001 года составляло 142 человек. Телефонный код — 5162.

## История
В 1946 году указом ПВС УССР посёлок третьего отделения совхоза «Красное Знамя» переименован в Васильки.

## Местный совет
57350, Николаевская обл., Снигирёвский р-н, с. Першотравневое, ул. Ленина, 30